# جوليس ريتشارد
جوليس ريتشارد (بالفرنسية: Jules Richard)‏ هو مدير متحف ‏ فرنسي، ولد في 18 نوفمبر 1863، وتوفي في 24 يناير 1945.